# 李侑菲
李侑菲（1990年11月22日—），本名李侑珍（이유진），韓國女演員。2012年，因演出《善良的男人》裡宋仲基的妹妹姜巧可一角，開始獲得關注。2014年在《皮諾丘》裡，飾演精靈可愛的私生飯女記者而為人熟悉。2015年，在《夜行書生》中，首次擔任女主角之一。

## 影視作品

### 電視劇
| 年份   | 電視臺 | 劇名           | 角色         | 備註          |
| 2011年 | MBN    | 吸血鬼偶像     | 侑菲         | 配角          |
| 2012年 | KBS    | 善良的男人     | 姜巧可       | 配角          |
| 2013年 | MBC    | 九家之書       | 朴清照       | 配角          |
| 2014年 | SBS    | 皮諾丘         | 尹又涵       | 配角          |
| 2015年 | MBC    | 夜行書生       | 趙陽生／徐真 | 主演          |
| 2016年 | KBS    | 任意依戀       | 李侑菲       | 第3集特別出演 |
| 2017年 | JTBC   | 不知不覺18     | 韓娜菲       | 主演          |
| 2018年 | tvN    | 致忘了詩的你   | 禹寶英       | 主演          |
| 2020年 | SBS    | 便利店新星     | 新鄰居       | 特別出演      |
| 2021年 | SBS    | 朝鮮驅魔師     | 於里         | 主演          |
| 2021年 | tvN    | 柔美的細胞小將 | Ruby         |               |
| 2021年 | SBS    | Penthouse 3    | 修道院大姐   | 特別出演      |
| 2023年 | SBS    | 7人的逃脫      | 韓莫奈       | 第二女主角    |
| 2024年 | SBS    | 7人的復活      | 韓莫奈       |               |

### 電影
| 年份   | 片名     | 角色     | 備註 |
| 2014年 | 尚衣院   | 後宮昭儀 | 配角 |
| 2015年 | 二十歲   | 金昭熙   | 配角 |
| 2020年 | 鄰居表親 | 李恩進   | 主演 |

### MV
- 2013年：許閣《只留下香氣》
- 2014年：BEAST《No More》
- 2016年: The Nod《In Summer》
- 2019年: Shaun《Bad Habits》

## 电视节目

### 綜藝節目
- 2018年：《真正的男人300》第1-6集[3][4]
- 2018年：《叢林的法則》第340-343集
- 2019-2020年：《狗狗很優秀》第1-30集

### 主持
- SBS人氣歌謠（2014年2月2日 – 2月9日）與 光熙共同主持。
- SBS人氣歌謠 （2014年2月16日－2014年11月9日）與 光熙、Suho、Baekhyun共同主持。

## 獲獎
- 2013年：大田電視劇節－女新人獎（九家之書）
- 2014年：SBS演技大賞－新星獎（匹諾曹）
- 2015年：MBC演技大賞－迷你劇部門 女子新人賞（夜行書生）
- 2023年：SBS演技大賞－迷你劇類型及動作部門 女子優秀演技獎（7人的逃脫）
- 2024年：SBS演技大賞－迷你劇季播類門 女子優秀演技獎（7人的復活）

## 外部連結
- 官方網站
- 李侑菲的Instagram帳戶